# Play-out
Pour l’article homonyme, voir The Cure Play Out.

Les Play-out sont une compétition sportive éliminatoire après une saison ou saison régulière. C'est le même schéma que pour les play-off, mis à part qu'ils ne jouent pas pour le titre mais pour éviter la relégation. 

## Structure
Contrairement au playoffs, l'équipe perdante passe au tour suivant. L'équipe qui perd la finale doit jouer une série contre le champion de la ligue d'en dessous. L'équipe gagnante monte ou reste dans la ligue supérieure, et la perdante descend ou reste dans la ligue inférieure.